# Marthe Bibesco

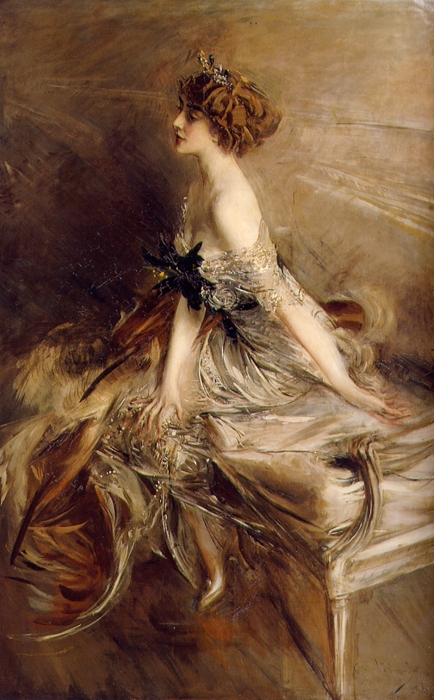
Giovanni Boldini: Portret van prinses Marthe-Lucile Bibesco de Brancovan, 1911

Marthe-Lucie Bibesco de Brancovan, geboren Martha-Lucia Lahovary (Boekarest, 28 januari 1886 – Parijs, 29 november 1973) was een Frans schrijfster van Roemeense herkomst.

## Leven
Martha Bibesco was de dochter van de Roemeense gezant in Parijs en een Griekse prinses. Ze groeide afwisselend op in Biarritz en Balotești, en gold als vroegrijp en intelligent. Op veertienjarige leeftijd werd ze geïntroduceerd in het Parijse salonleven, waar ze koning Ferdinand I van Roemenië leerde kennen.
In 1902 trouwde Marthe te Boekarest haar verre neef prins Valentin Bibesco (1880−1941), die later een luchtvaartpionier zou worden. Ze kregen samen een dochter, maar het huwelijk was nooit erg gelukkig. In de eerste jaren na haar trouwen zocht ze troost in lezen en schrijven, regelmatig onder het pseudoniem Lucile Decaux. Later hield het echtpaar er een open huwelijksmoraal op na en had ze spraakmakende affaires met de Roemeense koning Ferdinand I, koning Alfons XIII van Spanje, de Duitse kroonprins Wilhelm van Pruisen en later ook Winston Churchill en Charles de Gaulle.
Bibesco verkeerde ook haar hele leven met vooraanstaande schrijvers, waaronder Edith Wharton, Marcel Proust, Jean Cocteau, Antoine de Saint-Exupéry, Anatole France, Rainer Maria Rilke, Robert de Montesquiou, Paul Valéry en Paul Claudel. Door haar vriendschap met de abbé Arthur Mugnier liet ze zich op latere leeftijd bekeren tot het katholicisme. In 1962 werd ze opgenomen in het Legioen van Eer. Ze overleed in 1973 in haar huis te Île Saint-Louis, in Parijs, op 87-jarige leeftijd, en werd begraven op het kerkhof Père Lachaise.

## Werk
Bibesco trok pas in de jaren twintig als literair schrijfster serieus de aandacht met Le perroquet vert (1924) en Catherine-Paris (1927). Veel succes oogstte ze vervolgens met haar geromantiseerde biografieën en populair-historische werken, zoals Jours d’Égypte (1929), Charlotte et Maximilien (1937), Katia (1938), Câline (1948, over Maria Carolina van Bourbon-Sicilië) en Elizabeth II (1957).
Haar werk bezit een frisse levendigheid en een persoonlijke stijl waarin ze korte zinnen laat afwisselen met lange lyrische episodes, waarin ze haar bewondering voor François René de Chateaubriand verraadt.
Bibesco schreef ook een aantal nog altijd lezenswaardige herinneringen aan haar vriendschappen met Marcel Proust (Au bal avec Marcel Proust, 1928) en Paul Claudel (Échanges avec Paul Claudel, 1972). Van haar tiendelige memoires werd slechts een selectie gepubliceerd, deels postuum.
In 1955 werd ze lid van de Académie royale des sciences, des lettres et des beaux-arts de Belgique, op de zetel van Anna de Noailles. In 1957 won ze de literatuurprijs van de Academie française.

## Bibliografie

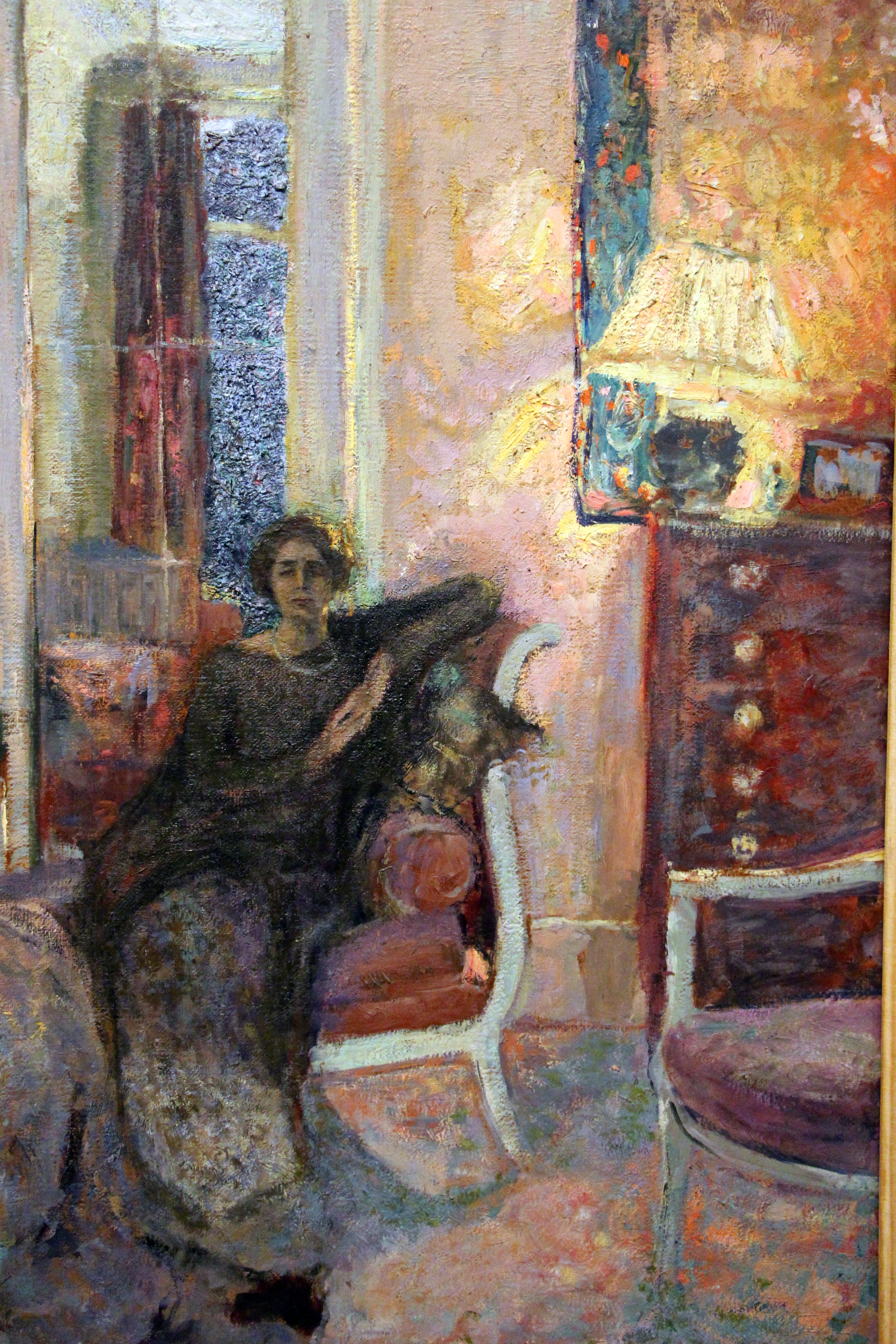
Édouard Vuillard: À Princesa Bibesco